# Philipp M. Schlüter
Philipp M. Schlüter (* November 1978 in St. Pölten, Österreich) ist ein österreichischer Biologe und Hochschullehrer an der Universität Hohenheim als Ordinarius für Evolutionsbiologie der Pflanzen im Institut für Biologie.

## Leben und Wirken
Nach dem Besuch der BRG und BORG St. Pölten erwarb Schlüter 1997 die Matura mit Auszeichnung. Von 1998 bis 2002 studierte Schlüter am Keble College der Universität Oxford und erwarb 2002 den Master in Molekularer & Zellulärer Biochemie mit Auszeichnung. Von 2002 bis 2006 war er am Institut für Botanik der Universität Wien angestellt und promovierte 2006 in Botanik mit Auszeichnung. Es folgten Forschungsarbeiten in Genetik, Pflanzenbiologie und systematischer Biologie sowie evolutionärer Botanik zuerst an der ETH Zürich später an der Universität Zürich. Die Venia Legendi in Evolutionsbiologie erhielt Schlüter 2017 an der Universität Zürich. 
Seit 2018 ist Schlüter Ordentlicher Professor der Evolutionsbiologie der Pflanzen im Institut für Biologie, Universität Hohenheim.

## Forschungsschwerpunkte
Forschung zu ökologischer Speziation; molekularen Grundlagen der Anpassung; Blütenevolution; Speziationsgene; Pflanze-Bestäuber-Interaktion; Bestäuber-getriebene Angiospermen Diversifizierung; Evolution der Genregulation; Mikro-Evo-Devo; evolutionäre/ökologische Biochemie; Protein- und Pfad-Evolution; ökologische/speziesbezogene Genomik; Bioinformatik; wissenschaftliche Programmierung.

## Publikationen (Auswahl)
- Schlüter P.M. & Schiestl F.P. 2008. Molecular mechanisms of floral mimicry in orchids – Trends Plant Sci. 13: 288-235.
- Schiestl F.P. & Schlüter P.M. 2009. Floral isolation, specialized pollination, and pollinator behavior in orchids – Annu. Rev. Entomol. 54: 425-446.
- Schlüter P.M., Xu S., Gagliardini V., Whittle E.J., Shanklin J., Grossniklaus U. & Schiestl F.P. 2011. Stearoyl-acyl carrier protein desaturases are associated with floral isolation in sexually deceptive orchids – PNAS 108: 5696-5701.
- Xu S., Schlüter P.M., Scopece G., Breitkopf H., Gross K., Cozzolino S. & Schiestl F.P. 2011. Floral isolation is the main reproductive barrier among closely related sexually deceptive orchids – Evolution 65: 2606-2620.
- Xu S., Schlüter P.M., Grossniklaus U. & Schiestl F.P. 2012. The genetic basis of pollinator adaptation in a sexually deceptive orchid – PLoS Genet. 8: e1002889.
- Sedeek K.E.M., Scopece G., Staedler Y.M., Schönenberger J., Cozzolino S., Schiestl F.P. & Schlüter P.M. 2014. Genic rather than genome-wide differences between sexually deceptive Ophrys orchids with different pollinators – Mol. Ecol. 23: 6192-6205.3
- Breitkopf H., Onstein R.E., Cafasso D., Schlüter P.M. & Cozzolino S. 2015. Multiple shifts to different pollinators fuelled rapid diversification in sexually deceptive Ophrys orchids –New Phytol. 207: 377-389.
- Sedeek K.E.M., Whittle E.J., Guthörl D., Grossniklaus U., Shanklin J. & Schlüter P.M. 2016.Amino acid change in a plant desaturase enables mimicry of the pollinator’s sex pheromone – Current Biology 26: 1505-1511.
- Kellenberger R.T., Byers K.J.R.P., De Brito Francisco R.M., Staedler Y.M., LaFountain A.M., Schönenberger J., Schiestl F.P. & Schlüter P.M. 2019. Emergence of a floral colour polymorphism by pollinator-mediated overdominance. Nat. Commun. 10: 63.
- Van der Niet, T., Egan P. A. & Schlüter P. M. 2023. Evolutionarily inspired solutions to the crop pollination crisis, Trends Ecol. Evol. 38: 435-445.
- Russo A., Alessandrini M., El Baidouri M., Frei D., Galise T.R., Gaidusch L., Oertel H.F., Garcia Morales S.E., Potente G., Tian Q., Smetanin D., Bertrand J.A.M., Onstein R.E., Panaud O., Frey J.E., Cozzolino S., Wicker T., Xu S., Grossniklaus U. & Schlüter P.M. 2024. Genome of the early spider-orchid Ophrys sphegodes provides insights into sexual deception and pollinator adaptation. – Nat. Commun. 15: 6308.

## Scientific software
- Schlüter P.M. & Harris S.A. 2006. Analysis of multilocus fingerprinting data sets containing missing data. Mol. Ecol. Notes 6: 569-572
- Fingerprint analysis with missing data (FAMD) software